# حناطل
حُنَاطِل (الاسم العلمي: Triaenops)، جنس خفافيش من فصيلة خفاشيات العالم القديم ورقية الأنف. تُصنف في قبيلة الحناطلاوات (Triaenopini)، جنبًا إلى جنب مع جنس Paratriaenops ذي الصلة الوثيقة وربماخفاش بيرسيفال ثلاثي الشعب المعروف بشكل سيئ. وضعت أنواع Paratriaenops، التي توجد في مدغشقر وسيشيل، في حناطل حتى عام 2009. يشمل حناطل حاليًا على الأنواع التالية:
- Triaenops afer
- Triaenops menamena
- Triaenops parvus
- Triaenops persicus

هناك نوع آخر منقرض، Triaenops goodmani،وصف من مواد جزأحفورية في مدغشقر في عام 2007، قبل تقسيم Paratriaenops، ولكن لم يتم أخذها في الاعتبار في المراجعة التي قسمت الجنس.

## المراحع
1. 1 2  Don E. Wilson; DeeAnn M. Reeder, eds. (2005). Mammal Species of the World: A Taxonomic and Geographic Reference (بالإنجليزية) (3rd ed.). Baltimore: Johns Hopkins University Press. ISBN:978-0-8018-8221-0. LCCN:2005001870. OCLC:57557352. OL:3392515M. QID:Q1538807.
2. ↑  إدوار غالب. الموسوعة في العلوم الطبيعية (ط. الثانية). دار المشرق بيوت. ج. الأول. ص. 465.
3. ↑  Benda and Vallo, 2009, p. 33
4. ↑  Benda and Vallo, 2009, p. 2
5. ↑  Samonds, 2007; Benda and Vallo, 2009

## استشهادات بالمطبوعات
- Benda, P. and Vallo, P. 2009. Taxonomic revision of the genus Triaenops (Chiroptera: Hipposideridae) with description of a new species from southern Arabia and definitions of a new genus and tribe. Folia Zoologica 58 (Monograph 1):1–45.
- Samonds, K.E. 2007. Late Pleistocene bat fossils from Anjohibe Cave, northwestern Madagascar. Acta Chiropterologica 9(1):39–65.